# Alianza gay-heterosexual
Una Alianza Gay-Heterosexual, una Alianza de Género y Sexualidad (GSA, por sus siglas en inglés) o incluso una Alianza Queer-Heterosexual (QSA), es una organización dirigida por estudiantes o basada en la comunidad, que se encuentra en las escuelas secundarias y perparatorias, así como en colegios y universidades, principalmente en Estados Unidos y Canadá, cuyo objetivo es proporcionar un entorno seguro y de apoyo para niños, adolescentes y jóvenes lesbianas, gays, bisexuales y transgénero (LGBT), así como para sus aliados heterosexuales cisgénero. En las escuelas preparatorias y secundarias, los GSA son supervisados por un maestro responsable. Los primeros GSA se establecieron en la década de 1980.
Los estudios científicos muestran que los GSA tienen un impacto académico, sanitario y social positivo en los escolares de una orientación sexual y/o identidad de género minoritaria.
Numerosas decisiones judiciales en las jurisdicciones de los tribunales federales y estatales de los Estados Unidos han confirmado el establecimiento de GSA en las escuelas y el derecho de usar ese nombre para ellas.

## Terminología

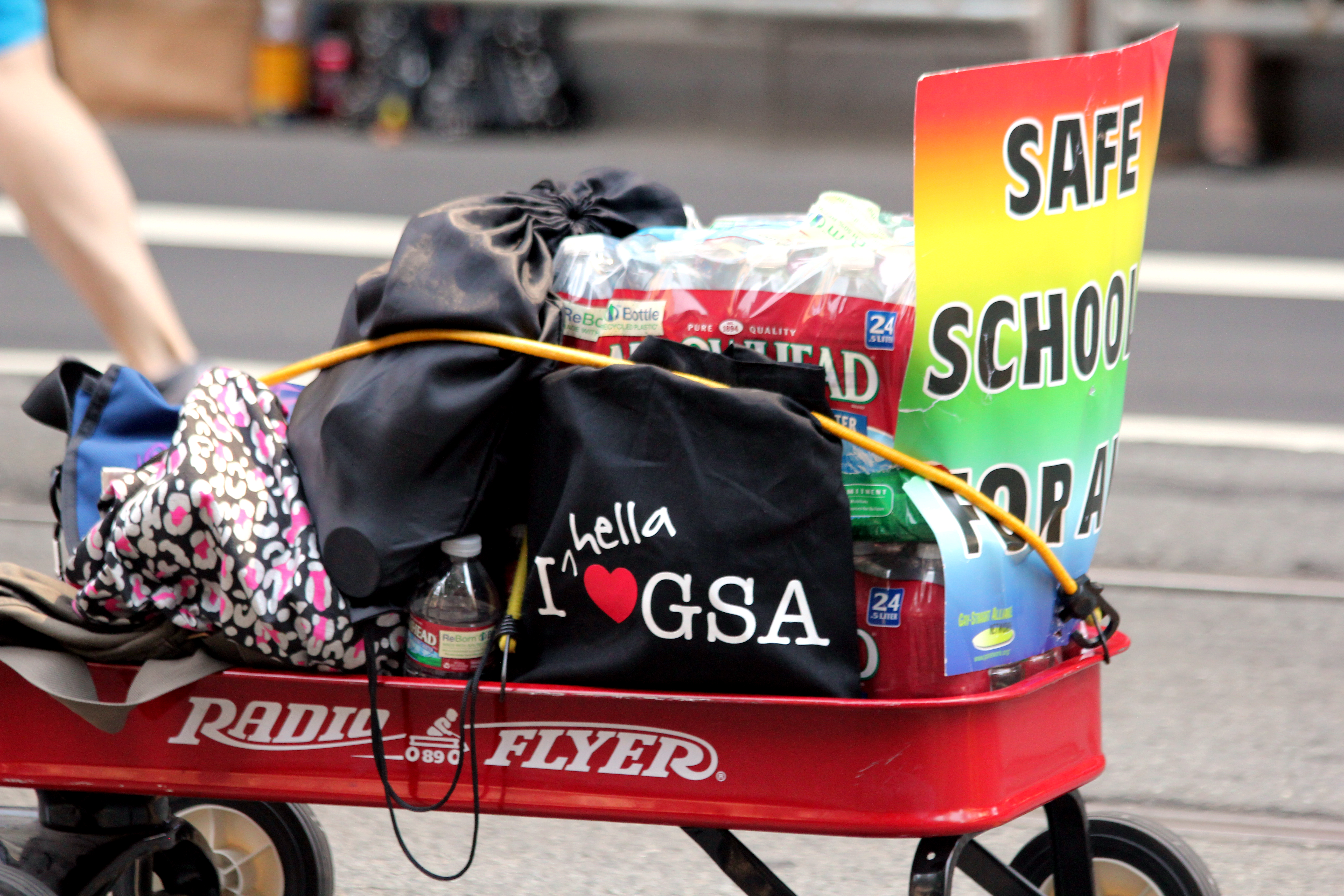
"Me encanta la GSA"

- aliado : en el contexto de la fundación en 1988, un aliado es una persona heterosexual que apoya la igualdad de derechos para las personas homosexuales y desafía la homofobia. [cita requerida][6] El significado luego se expandió para incluir los derechos de todas las personas, orientaciones e identidades de género LGBT.
- Gay-Straight Alliance - nombre propuesto por Meredith Sterling para el club original en 1988. A veces con barra en lugar de guion.
- Gay Straight Alliance - en mayúsculas de título, y sin guion en el sitio web fundador.
- alianzas gay-heterosexuales: en minúsculas, un término generalizado para cualquier club de esta naturaleza
- Gay-Straight Alliance Network (GSA Network) - una organización fundada en California en 1998 para apoyar y promover los GSA.
- alianza género-sexualidad - nombre actualizado para la alianza gay-heterosexual, el antiguo nombre aparece "demasiado binario" para una generación posterior
- Red de la Alianza de Géneros y Sexualidades - nuevo nombre (2016) para la Red de Alianza Gay-Heterosexual
- Red de Educación para Gays, Lesbianas y Heterosexuales (GLSEN) - organización fundada en 1990 en Boston
- GSA - originalmente, designado un club de alianza gay-heterosexual, más tarde, un club de alianza de género-sexualidad
- QSA: se usa para un uso más inclusivo, ya que la comunidad es más que 'Gay', el uso del término Queer permite que otros estudiantes que puedan ajustarse a la definición queer, como los estudiantes transgénero o bisexuales, estén representados en estos grupos de apoyo.

## Historia

### Alianza Gay-Heterosexual en Concord
La primera alianza gay-heterosexual se formó en noviembre de 1988 en la Academia Concord en Concord, Massachusetts, cuando Kevin Jennings, un profesor de historia en la escuela que acababa de salir del armario como gay, fue contactado por Meredith Sterling, una estudiante de la escuela que era heterosexual, pero estaba molesta por el trato a los estudiantes homosexuales y a otros. Jennings reclutó a otros maestros en la escuela, formando así la primera alianza gay-heterosexual. Uno de los primeros en unirse fue el compañero de clase de Sterling, S. Bear Bergman. Jennings acredita a los estudiantes tanto por el establecimiento del club, como por establecer la agenda de lucha contra la homofobia y por los cambios en política de no discriminación de la Academia Concord. Jennings fundaría la Red de Educación para Gays, Lesbiana y Heterosexuales (GLSEN, por sus siglas en inglés) en Boston en 1990.  
Según una retrospectiva de treinta años sobre la historia del grupo, Concord Academy informó en 2018 que los estudiantes de la academia habían cambiado el nombre del grupo "hace unos años" a "Gender Sexuality Alliance". La mentora de la facultad Nancy Boutilier dijo: "Ese lenguaje gay-heterosexual era realmente importante en ese momento. Sin embargo, los tiempos cambian. Para los estudiantes de hoy, eso suena muy binario".

### GSA en la Academia Phillips
Unos meses después de que Concord comenzara el primer club Gay Straight Alliance, otra escuela preparatoria de Massachusetts al norte de Boston, Phillips Academy, comenzó uno propio. Comenzó con una reunión convocada por la estudiante de Phillips, Sharon Tentarelli, para el 7 de febrero de 1989, con poca anticipación. Asistieron una docena de personas, incluyendo una mezcla de estudiantes, maestros y personal. Este fue el segundo grupo de ese tipo, después de la Academia Concord. : 115   El grupo fue bien recibido, y algunos miembros del personal y la facultad se convirtieron en partidarios, tanto homosexuales como heterosexuales. La directora atlética, Kathy Henderson, fue una de las personas que la apoyaron, y luego cofundó el GLSEN dos años después, junto con Kevin Jennings de la Academia Concord.

### Red GSA
La Red GSA es una organización de derechos LGBT fundada en 1998 por Carolyn Laub con el fin de empoderar a los activistas jóvenes para que inicien clubes GSA en sus respectivas escuelas, motivando e inspirando a otros estudiantes a luchar contra la homofobia y la transfobia. Inicialmente, Laub comenzó a trabajar con este movimiento en 40 clubes GSA en el área de la Bahía de San Francisco durante 1988-99 y luego se expandió gradualmente a otras ciudades y estados. Para 2001, la Red GSA se convirtió en una organización estatal que tenía sucursales en otras escuelas en diferentes partes del estado. En el año 2005, comenzó a operar programas a nivel nacional. En el año 2008 se incorporó la red GSA como su propia organización independiente 501(c)3 sin fines de lucro. Antes de eso, era un proyecto fiscalmente patrocinado por The Tides Center. En 2015, la red contrató a dos empleados de mucho tiempo para que se desempeñen como codirectores ejecutivos para reemplazar a la fundadora saliente y directora ejecutiva Carolyn Laub. En 2016, la Red de Alianzas Gay-Heterosexuales cambió formalmente su nombre a Red de Alianzas de Géneros y Sexualidades y continúa creando redes de organizaciones que representan a más de 4000 clubes GSA en todo el país.
La organización de la Red GSA tiene su sede en San Francisco y tiene oficinas regionales en Los Ángeles, Fresno y Nueva Orleans. 

## Objetivo
El objetivo de la mayoría de las alianzas gay-heterosexuales es hacer que su comunidad escolar sea segura, facilitar el activismo en el campus y crear un ambiente acogedor para los estudiantes LGBT. Forman parte del movimiento estudiantil LGBT y participan en campañas nacionales para crear conciencia, tales como el Día del Silencio, el Día Nacional para Salir del Armario, la Semana Sin Nombre,  Día de Recuerdo Transgénero, Día de Harvey Milk, Día de GSA o campañas organizadas localmente, como Take It Back: Anti-Slur Campaign, Beyond the Binary, LGBTQ-Inclusive Curriculum y otras. Muchos GSA trabajan con capítulos locales de la Red de Educación para Gays, Lesbianas y Heterosexuales (GLSEN) o la Red de Alianzas Gay-Heterosexuales, una organización nacional que apoya el liderazgo juvenil. El número registrado de GSA con GLSEN es superior a 4000, a partir de 2008. En California, hay más de 900 GSA registradas en GSA Network, representan más de la mitad de las escuelas secundarias de California. Más de la mitad de los estados en los Estados Unidos tienen uno o más grupos estatales que trabajan con GSA.[cita requerida]   Muchos de estos grupos estatales y capítulos locales de GLSEN participan en la Asociación Nacional de Redes GSA. Las redes GSA se han formado para ayudar a los estudiantes del área local a organizarse y conectarse con recursos locales, proporcionar capacitación para líderes juveniles y patrocinar los esfuerzos locales de GSA. 
La inclusión de aliados heterosexuales cisgénero en las misiones de estos grupos "es un importante factor distintivo de los primeros grupos de apoyo para los adolescentes LGBT, y reconoce la necesidad de un enfoque integral de la seguridad de los jóvenes", e intenta construir una red de apoyo para adolescentes no heterosexuales y transgénero, así como crear conciencia sobre la homofobia y el heterosexismo .

### Citas en texto
1. ↑  «What is a GSA». GSA Network. Consultado el 11 de enero de 2018.
2. ↑  «GSA court victories». ACLU. Consultado el 11 de abril de 2018.
3. ↑  Goodenow, C., Szalacha, L., & Westheimer, K. (2006). School support groups, other school factors, and the safety of sexual minority adolescents. Psychology in the Schools, 43(5), 573–589
4. ↑  Toomey, R., Ryan, C., Diaz, R., & Russell, S. T. (2011). High school gay-straight alliances (GSAs) and young adult well-being: An examination of GSA presence, participation, and perceived effectiveness. Applied Developmental Science, 15(4), 175–185.
5. ↑  Heck, N. C., Flentje, A., & Cochran, B. N. (2013). Offsetting risks: High school gay-straight alliances and lesbian, gay, bisexual, and transgender (LGBT) youth. Psychology Of Sexual Orientation And Gender Diversity, 1(S), 81–90. doi:10.1037/2329-0382
6. ↑  Heitkamp, Kristina Lyn (2018). Gay-straight alliances : networking with other teens and allies. New York: Rosen Publishing. p. 14. ISBN 9781508174615.
7. ↑  Springate, Megan E. «18 LGBTQ Civil Rights in America». LGBTQ Heritage Theme Study 2. p. 58. Archivado desde el original el 10 de enero de 2019. Consultado el 10 de enero de 2019.
8. 1 2  Koelz, Heidi (2 de noviembre de 2018), «The GSA at 30 – Concord Academy», Concord Academy (Concord, Massachusetts), consultado el 10 de enero de 2019.
9. 1 2  Lane, Stephen (12 de septiembre de 2018). «Pulpits, Pink Triangles, and Basement Meetings». No Sanctuary: Teachers and the School Reform That Brought Gay Rights to the Masses. Book collections on Project MUSE. Lebanon, NH: University Press of New England. p. 113. ISBN 978-1-5126-0315-6. OCLC 1032288790. Consultado el 11 de enero de 2019. «[A] young, straight student [who] approached Jennings with the idea of creating a group for gays and straights alike to advocate for LGBT students at CA and to be a vehicle for activism outside of school as well. Jennings, activist par excellence, the man widely credited with beginning the GSA movement, defers much credit to his students, not only for the founding of the club but for its agenda–first addressing homophobia, later advocating for the inclusion of sexual orientation in CA's nondiscrimination policy.»
10. ↑  Rudolph, Dana (26 de febrero de 2009). «Phillips Academy GSA: 20 years of friendship and activism». Bay Windows. James Hoover. Archivado desde el original el 28 de febrero de 2009. Consultado el 13 de enero de 2019.
11. ↑  Rudolph, Dana (16 de marzo de 2009). «Phillips Academy GSA: 20 Years of Friendship and Activism». Mombian (blog copy). Consultado el 13 de enero de 2019.
12. ↑  «History of GSA Network».
13. ↑  «GSA Day for Racial Justice – Feb. 20th, 2015». gsaday.org.
14. ↑  «Change Your School». gsanetwork.org. gsanetwork. Consultado el 20 de enero de 2015.
15. ↑  «Home – Gay-Straight Alliance Network». gsanetwork.org.
16. ↑  «Top 5 Frequently Asked Questions from the Media». GLSEN. Archivado desde el original el 27 de marzo de 2012. Consultado el 4 de diciembre de 2013.
17. ↑  «Frequently Asked Questions about GSA Network». gsanetwork.org. gsanetwork. Consultado el 20 de enero de 2015.
18. ↑  GLBTQ, 2004.